# Мария Тереза Испанская
Инфанта Мария Тереза Испанская (Мария Тереза Изабель Евгения дель Патроцинио Диега де Бурбон и Габсбург; 12 ноября 1882, Мадрид — 23 сентября 1912, Дворец Куэста де ла Вега) — была второй младшей дочерью Альфонса XII, короля Испании и его второй жены Марии Кристины Австрийской. Мария Тереза с рождения была инфантой Испании, а после брака c принцем Фердинандом Баварским она стала именоваться, как принцесса Баварская и инфанта Испании.

## Биография
Она была второй дочерью короля Испании Альфонсо XII и его второй жены, эрцгерцогини Марии Кристины Австрийской, сестра короля Альфонсо XIII.Она была крещена 18 ноября в дворцовой часовне, процитированной кардиналом Бьянки, пронунцием в Испании , её крестной матерью была императрица Австрии Изабелла Баварская, представленная её бабушкой по материнской линии, эрцгерцогиней Изабеллой Франциской.Ей было четыре года, когда умер её отец, и она воспитывалась в изоляции матерью и тетей, инфантой Изабель.
Она вышла замуж 12 января 1906 года за своего двоюродного брата принца Фердинанда Баварского (1884-1958), внука королевы Испании Изабеллы II. Фердинанд Баварский получил титул Инфанта Испании  и в 1914 году отказался от права наследования баварского престола .Инфанта Мария Тереза основала в 1912 году Суд чести Санта-Мария-ла-Реаль-де-ла-Альмудена, собрание дам, посвященное почитанию святого покровителя Мадрида и развитию благотворительной деятельности. Эта община продолжает свою деятельность, в настоящее время (2020 г.) насчитывает более 2500 женщин, которые своим вкладом делают Суд чести благотворительной рукой Девы де ла Альмудена. Ежегодно публикуются работы о благотворительности, которые особым образом проводятся в наиболее нуждающихся приходах Мадрида и среди людей, которые в противном случае не смогли бы получить доступ к официальной помощи.
Донья Мария Тереза умерла в возрасте 29 лет от инсульта, восстанавливаясь после родов, 23 сентября 1912 года в своей резиденции на улице Калле Майор, 99-101, Паласио-де-ла-Куэста-де-ла-Вега в Мадриде. Была похоронена в Пантеоне младенцев монастыря Эль-Эскориал 25 числа того же месяца. При её погребении ей были оказаны почести принцессы Астурийской, как приказал её брат Альфонсо XIII.

## Брак и дети
12 января 1906 года Мария Тереза вышла замуж за своего двоюродного брата, принца Фердинанда Баварского, инфанта Испании, старшего сына и ребёнка принца Людвига Фердинанда Баварского и его жены, инфанты Марии де ла Пас Испанской, 12 января 1906 в Мадриде. Они имели 4 детей:
- Инфант Луис Альфонсо Испанский(6 декабря 1906 — 14 мая 1983) — не был женат и не имел детей
- Инфант Хосе Эухенио Испанский (26 марта 1909 — 16 августа 1966), граф де Одиоль с 1933, женат морганатическим браком (1933) на Марии Соланж Месиа-и-де-Лессепс (1911—2005), 4 детей
- Инфанта Мария де лас Мерседес Испанская (3 октября 1911 — 11 сентября 1953), супруга (1946) князя Ираклия Георгиевича Багратион-Мухранского (1909—1977), 2 детей
- Инфанта Мария де Пилар Испанская(15 сентября 1912 — 9 мая 1918) — скончалась от менингита в возрасте 5,5 лет

## Титулы и награды
- 12 ноября 1882 — 12 января 1906: Её Королевское Высочество Инфанта Мария Тереза Испанская
- 12 января 1906 — 23 сентября 1912: Её Королевское Высочество Инфанта Мария Тереза Испанская, Принцесса и Герцогиня Баварская

### Награды
- Испанский орден Королевы Марии Луизы
- Австро-Венгерский Благороднейший орден Звёздного креста
- Баварский орден Святой Елизаветы
- Баварский орден Терезы